# Trehörningstjärnen (Vännäs socken, Västerbotten)
Trehörningstjärnen är en sjö i Vännäs kommun i Västerbotten och ingår i Hörnåns huvudavrinningsområde. Trehörningstjärnen ligger i Åtmyrberget Natura 2000-område.